# Cornelius Gemma

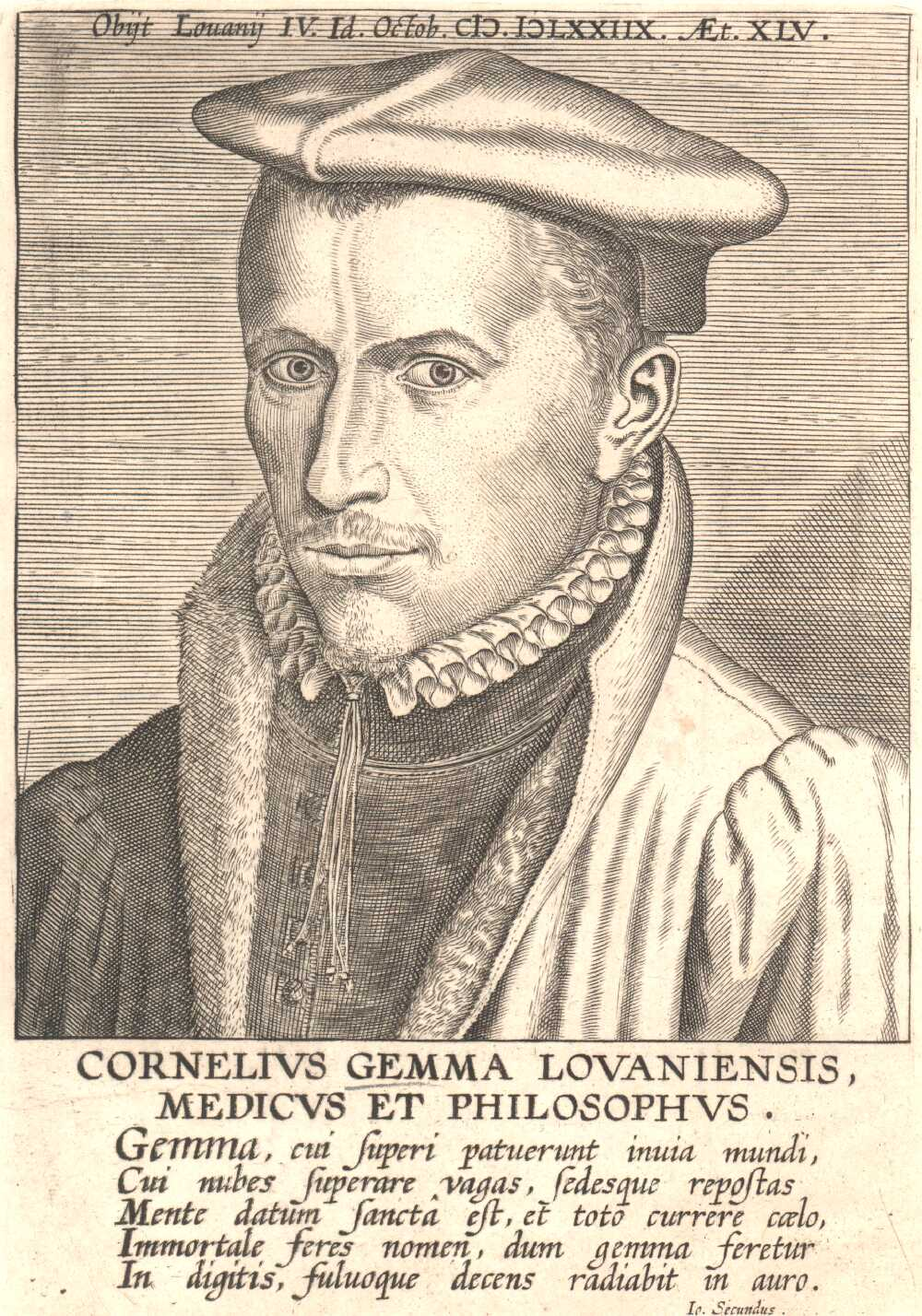
Cornelius Gemma de Lovaina, identificado como medicus et philosophus, "médico y filósofo"

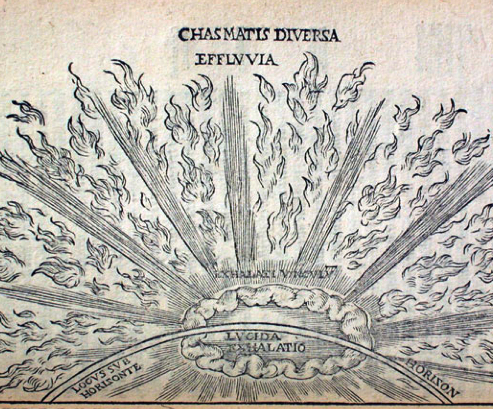
Ilustración de una aurora de Cornelius Gemma, la primera publicada con fines científicos, de su libro de 1575 sobre la supernova de 1572.

Cornelius (o Cornelio) Gemma (28 de febrero de 1535 - 12 de octubre de 1578) fue un médico, astrónomo y astrólogo flamenco, además de ser el hijo mayor del cartógrafo y fabricante de instrumentos Gemma Frisius. 
Fue profesor de medicina en la Universidad Católica de Lovaina y participó en los esfuerzos de su padre por restaurar la antigua práctica ptolemaica de la astrología, basándose en los Tetrabiblos.
Como astrónomo, Gemma es notorio por sus observaciones de un eclipse lunar en 1569 y de la supernova que apareció en Casiopea en 1572, que registró el 9 de noviembre, dos días antes que Tycho Brahe, llamándola "Nueva Venus".  Fue uno de los pocos astrónomos que, junto con Brahe, identificó el Gran Cometa de 1577 como superlunar. A Gemma también se le atribuye la publicación de la primera ilustración científica de la aurora, en su libro de 1575 sobre la supernova. 
En sus escritos médicos aparece otro hito: en 1552, Gemma publicó la primera ilustración de una tenia humana.
Las dos obras más importantes de Gemma, De arte cyclognomica (Amberes, 1569) y De naturae divinis caracterismis (Amberes, 1575), han sido llamadas "verdaderas joyas escondidas de la historia intelectual moderna temprana", y abordan temas como la medicina, la astronomía y la astrología, teratología, adivinación, escatología y enciclopedismo. 
Gemma también tiene la distinción de haber sido llamado "el primer aficionado verdadero a las orquídeas, en sentido moderno".

## Vida
Cornelius Gemma nació el 28 de febrero de 1535  en Lovaina, pero asistió a la escuela latina de Malinas. Comenzó a estudiar en la facultad de artes de Lovaina a la edad de 14 años y luego continuó en la facultad de medicina. En 1569 sucedió al profesor Nicolas Biesius y obtuvo el doctorado en 1570.
Gemma murió en Lovaina hacia 1578, durante una epidemia de peste en la que también había fallecido un tercio de la población de la ciudad. Aunque ya había demostrado ser un escritor prolífico, sólo tenía cuarenta y tantos años. Su epitafio consta de dos coplas elegíacas en latín, haciendo juegos de palabras con lapis (que significa "piedra, piedra preciosa, lápida") y Gemma (que significa "piedra preciosa, gema"). Le sobrevivieron dos hijos: Rafael, que entró en el sacerdocio, y Felipe, quien continuó la tradición familiar como médico.

## Obras
Gemma editó la obra póstuma de su padre De astrolabo catholica (1556). En 1560 comenzó a publicar su propio trabajo en la serie anual Ephemerides meteorologicae, impresa por Joannes Withagen. Las Efemérides son la obra astrológica más antigua conocida de los Países Bajos que lleva un aviso oficial de aprobación de la Iglesia Católica Romana. Gemma se alejó de la astrología judicial y renunció a las predicciones astrológicas sobre acontecimientos políticos, y parece haberse limitado progresivamente a las predicciones sobre fenómenos astronómicos y a la astrología meteorológica. Sus predicciones para 1561, por ejemplo, proporcionaron información detallada sobre cada fase lunar, y sobre la mayoría de los aspectos planetarios y fases de las estrellas fijas en relación con el sol, con una minuciosidad que superó las predicciones de sus contemporáneos. Sin embargo, siguió comprometido con la medicina astrológica y creía que las condiciones atmosféricas predecibles, que se extendían a las conjunciones astrales, generaban enfermedades.
Gemma intentó formular una filosofía universal que reuniese a inferiores y celestiales, naturaleza, alma e intelecto, números, ideas y objetos externos. En los tres volúmenes De arte cyclognomica, sintetizó las enseñanzas de Hipócrates, Platón, Galeno y Aristóteles mediante un método quizás derivado de Lulio. Este "arte ciclognómico" es una disposición de siete círculos concéntricos, empezando por el más externo:
- sustancias;
- accidentes;
- predicados absolutos;
- parientes;
- virtudes;
- vicios;
- preguntas.[8]

El ars cyclognomica de Gemma se caracteriza por una profusión de cartas, diagramas celestes y triángulos esféricos, al igual que el uso del tres como número místico. Las disciplinas se agrupan en tres facultades o ámbitos:
- imaginatio (física, astronomía, medicina y campos afines);
- ratio (gramática, retórica, ciclognómica, dialéctica);
- intellectus (metafísica subdividida en matemáticas, ética y teología).[9]

Los dos volúmenes de Gemma De naturae divinis caracterismis (1575), sobre marcas o rasgos divinos en la naturaleza, incluían relatos de maravillas médicas. 
En el Compendium Maleficiarum de Francesco Maria Guazzo: se dice que una joven de 15 años excretó una anguila viva y vomitó un chorro prodigioso de pelos, fragmentos de piel, piedras y huesos. Aunque se pensaba que la causa era demoníaca, se dice que Gemma abordó el tratamiento con "causas naturales". Guazzo también dice que Gemma habló del cambio de sexo espontáneo en los humanos.
Gemma vio la relación entre los prodigios y la cosmología a la luz de su práctica médica; es decir, así como un médico podría interpretar los síntomas de un paciente para predecir una enfermedad, una lectura de los prodigios de la naturaleza podría proporcionar una idea de la intención divina en el universo. Consideró esta ars cosmocritica como una nueva ciencia.

### El gran cometa de 1577
Uno de los trabajos científicos más significativos de Gemma  trató sobre el gran cometa de 1577, que observó por primera vez el 14 de noviembre de ese año. 
Gemma fue uno de los pocos astrónomos, sobre todo Tycho Brahe, pero también Helisaeus Roeslin, Guillermo IV, landgrave de Hesse-Kassel y Michael Mästlin, que identificó el cometa como superlunar. Brahe fue muy crítico con las deficiencias matemáticas de su colega, pero elogió su sección sobre los portentos macro cósmicos y las características físicas del cometa. Gemma subordinó sus precisas observaciones astronómicas a un propósito moral. "Para Gemma", escribe Tabitta van Nouhuys, "la investigación de las características matemáticas y físicas del cometa no era un fin en sí mismo, sino un medio para obtener una idea de la disposición del cosmos y las simpatías divinamente inspiradas entre sus partes".